# Coppa Europa di sci alpino 1976
La Coppa Europa di sci alpino 1976 fu la 5ª edizione della manifestazione organizzata dalla Federazione internazionale sci.
In campo maschile l'italiano Bruno Confortola si aggiudicò sia la classifica generale, sia quella di slalom gigante; lo statunitense Karl Anderson vinse quella di discesa libera, l'italiano Sepp Oberfrank quella di slalom speciale. L'italiano Diego Amplatz era il detentore uscente della Coppa generale.
In campo femminile l'austriaca Gitti Hauser si aggiudicò sia la classifica generale, sia quella di discesa libera; la sua connazionale Maria Kurz-Schlechter vinse quella di slalom gigante, l'italiana Thea Gamper quella di slalom speciale. La cecoslovacca Dagmar Kuzmanová era la detentrice uscente della Coppa generale.

## Uomini

### Classifiche

#### Generale
| Pos. | Nome             | Nazione  | Punti |
| ---- | ---------------- | -------- | ----- |
| 1    | Bruno Confortola | Italia   | 129   |
| 2    | Sepp Oberfrank   | Italia   | 128   |
| 3    | Christian Hemmi  | Svizzera | 127   |

#### Discesa libera
| Pos. | Nome              | Nazione     | Punti |
| ---- | ----------------- | ----------- | ----- |
| 1    | Karl Anderson     | Stati Uniti | 50    |
| 2    | Erwin Josi        | Svizzera    | 47    |
| 3    | Bartl Gensbichler | Austria     | 38    |

#### Slalom gigante
| Pos. | Nome                        | Nazione  | Punti |
| ---- | --------------------------- | -------- | ----- |
| 1    | Bruno Confortola            | Italia   | 110   |
| 2    | Juan Manuel Fernández Ochoa | Spagna   | 100   |
| 3    | Christian Hemmi             | Svizzera | 88    |

#### Slalom speciale
| Pos. | Nome           | Nazione | Punti |
| ---- | -------------- | ------- | ----- |
| 1    | Sepp Oberfrank | Italia  | 91    |
| 2    | Andre Arnold   | Austria | 86    |
| 3    | Claude Perrot  | Francia | 77    |

## Donne

### Classifiche

#### Generale
| Pos. | Nome             | Nazione | Punti |
| ---- | ---------------- | ------- | ----- |
| 1    | Gitti Hauser     | Austria | 85    |
| 2    | Thea Gamper      | Italia  | 77    |
| 3    | Brigitte Schroll | Austria | 76    |

#### Discesa libera
| Pos. | Nome          | Nazione  | Punti |
| ---- | ------------- | -------- | ----- |
| 1    | Gitti Hauser  | Austria  | 70    |
| 2    | Elfi Deufl    | Austria  | 36    |
| 3    | Brigitte Glur | Svizzera | 30    |

#### Slalom gigante
| Pos. | Nome                  | Nazione | Punti |
| ---- | --------------------- | ------- | ----- |
| 1    | Maria Kurz-Schlechter | Austria | 56    |
| 2    | Ingrid Eberle         | Austria | 48    |
| 3    | Perrine Pelen         | Francia | 43    |

#### Slalom speciale
| Pos. | Nome             | Nazione        | Punti |
| ---- | ---------------- | -------------- | ----- |
| 1    | Thea Gamper      | Italia         | 71    |
| 2    | Dagmar Kuzmanová | Cecoslovacchia | 70    |
| 3    | Jana Šoltýsová   | Cecoslovacchia | 56    |